# Matthew Hall (patinage artistique)
 (avril 2025).
Si vous disposez d'ouvrages ou d'articles de référence ou si vous connaissez des sites web de qualité traitant du thème abordé ici, merci de compléter l'article en donnant les références utiles à sa vérifiabilité et en les liant à la section « Notes et références ».
Pour les articles homonymes, voir Hall et Matthew Hall (homonymie).
Matthew James Hall, né en 1970, est un patineur artistique canadien, médaillé de bronze aux championnats canadiens de 1989.

## Biographie

### Carrière sportive
Matthew Hall s'entraîne à la Mariposa School of Skating, un important centre de formation de patinage artistique, située à Barrie en Ontario. Il est médaillé de bronze aux championnats canadiens de 1989, derrière ses compatriotes Kurt Browning et Michael Slipchuk.
Il représente son pays à plusieurs compétitions internationales dont les mondiaux juniors de 1984 à Sapporo. Il ne participe jamais ni aux mondiaux seniors ni aux Jeux olympiques d'hiver.
Il arrête les compétitions sportives après les championnats nationaux de 1996.

### Vie privée
Matthew Hall est l’un des premiers athlètes de haut-niveau à se déclarer gay tout en étant encore en compétition. Il rend publique son orientation sexuelle en 1992.

## Palmarès[1]
| Compétitions principales      | 1984    | 1985    | 1986    | 1987    | 1988    | 1989    | 1990    | 1991    | 1992    | 1993    | 1994    | 1995    | 1996    |  |
| Jeux olympiques d'hiver       |         |         |         |         |         |         |         |         |         |         |         |         |         |  |
| Championnats du monde         |         |         |         |         |         |         |         |         |         |         |         |         |         |  |
| Championnats du Canada        |         |         |         | 6e      | 5e      | 3e      | 5e      | 6e      |         |         |         | 8e      | 8e      |  |
| Championnats du monde juniors | 6e      |         |         |         |         |         |         |         |         |         |         |         |         |  |
|                               |         |         |         |         |         |         |         |         |         |         |         |         |         |  |
| Autres Compétitions           | 1983/84 | 1984/85 | 1985/86 | 1986/87 | 1987/88 | 1988/89 | 1989/90 | 1990/91 | 1991/92 | 1992/93 | 1993/94 | 1994/95 | 1995/96 |  |
| Skate America                 |         |         |         | 6e      |         |         | 7e      |         |         |         |         |         |         |  |
| Skate Canada                  |         |         |         |         |         | 4e      |         |         |         |         |         |         |         |  |
| Trophée de France             |         |         |         |         |         |         |         |         |         |         |         | 13e     |         |  |
| Moscou Skate                  |         |         |         |         | 4e      |         |         | 8e      |         |         |         |         |         |  |
| Trophée NHK                   |         |         |         |         |         |         | 7e      |         |         |         |         |         |         |  |
|                               |         |         |         |         |         |         |         |         |         |         |         |         |         |  |